# Tepe Nush-i Jan
Tepe Nush-i Jan es un sitio arqueológico de Irán, ubicado en la provincia de Hamadán. Fue ocupado en el I milenio a. C., durante la Edad del Hierro, probablemente por los antiguos medos, cuya capital, Ecbatana (actual Hamadán), se encuentra unos 50 kilómetros al norte. El sitio fue abandonado durante el siglo VI a. C., antes de la expansión aqueménida.
Las exploraciones arqueológicas (1967-1974) llevaron a la luz un complejo arquitectónico construido primordialmente por ladrillos de barro, incluyendo murallas, habitaciones (aparentemente palaciegas) y lo que fue interpretado como un santuario dedicado a la adoración del fuego.